# さきと (掃海艇)
さきと（ローマ字：JDS Sakito, MSC-607、YAS-64）は、海上自衛隊の掃海艇。かさど型掃海艇の4番艇。艇名は崎戸島に由来する。日振型海防艦「崎戸」に次いで日本の艦艇としては2代目。

## 艦歴
「さきと」は、昭和32年度計画掃海艇307号艇として、日本鋼管鶴見造船所で1958年8月16日に起工され、1959年4月22日に進水、1959年8月25日に就役し、横須賀地方隊に編入された。
同年10月1日、第1掃海隊群第32掃海隊に編入。
1960年3月1日、第1掃海隊群隷下に第33掃海隊が新編され「はぶし」、「こうづ」とともに編入。
1961年9月1日、第33掃海隊が第2掃海隊群に編入。
1972年3月31日、第33掃海隊が呉地方隊阪神基地隊に編入。
1974年8月28日、特務船に種別変更され、船籍番号がYAS-64に変更。舞鶴地方隊に編入され、舞鶴警備隊所属の水中処分隊母艇となる。
1982年3月27日、除籍。